# 아이리스 아펠

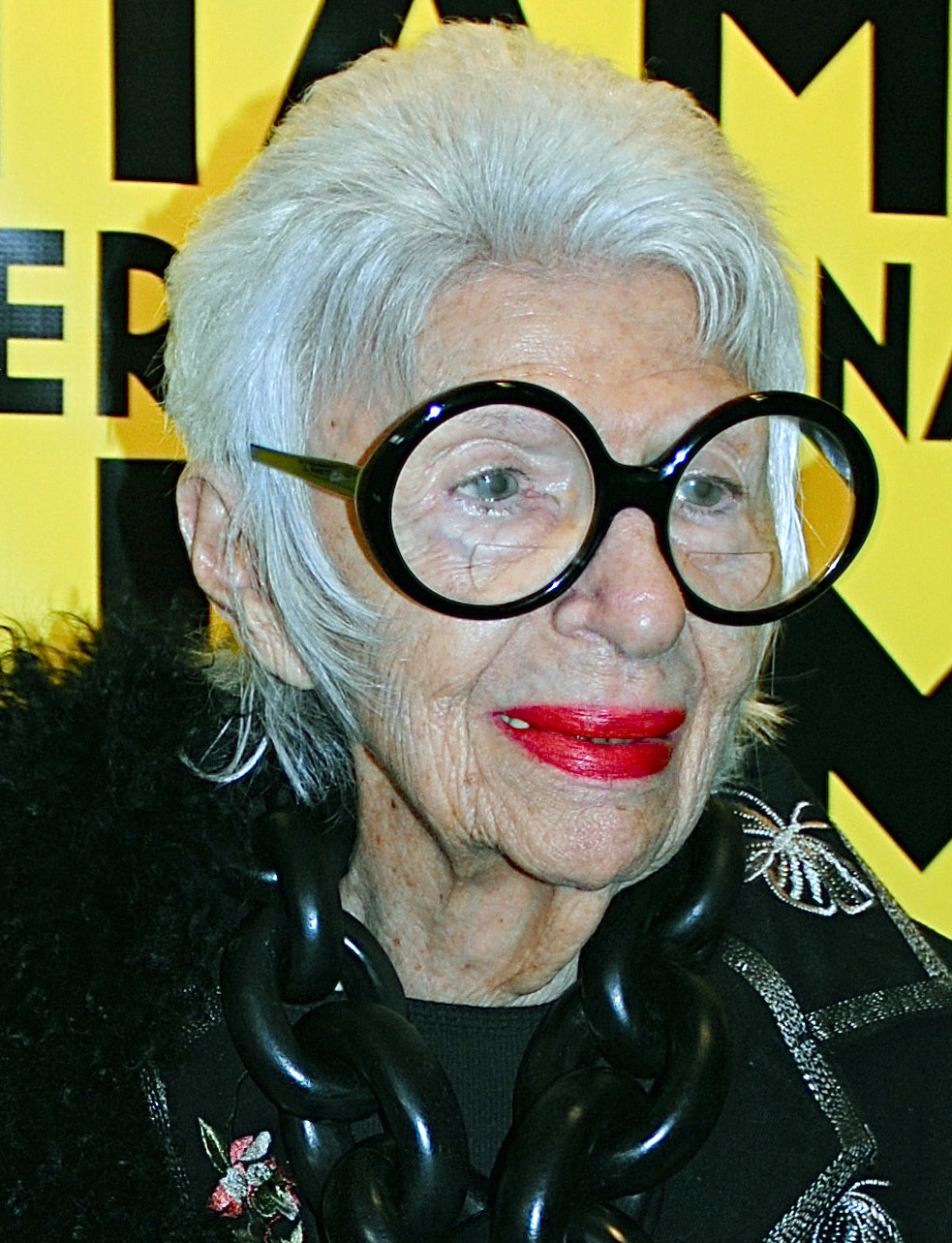
2015년 오시네마 마이애미 비치에서 아이리스 아펠

아이리스 아펠(혼전성 버렐(Barrel), 영어: Iris Apfel, 1921년 8월 29일~2024년 3월 1일)은 는 그녀의 화려한 스타일, 거침없는 성격 그리고 너무 큰 안경으로 유명한 미국인 사업가, 인테리어 디자이너, 패션 디자이너 그리고 배우였다. 1950년부터 1992년까지 그녀의 남편인 칼과의 사업에서, 에이펠은 9개의 대통령직에 걸친 백악관과의 계약을 포함하여 섬유 분야에서 경력을 가졌다. 은퇴 후, 그녀는 메트로폴리탄 미술관의 의상 연구소에서 열린 2005년 쇼로 찬사를 받았고 마네킹에 옷을 입었을 때와 같이 스타일링을 했다. 그녀는 패션 아이콘이 되었고, 2014년 알버트 메이슬스 다큐멘터리 아이리스의 초점이 되었고, 그 후 97세의 나이로 2019년 IMG에 모델로 계약했다.

## 죽음
아이리스 아펠은 2024년 3월 1일, 향년 102세를 일기로 플로리다주 팜비치의 자택에서 노환에 의해 사망하였다. 현재의 장지는 베스 데이비드 묘지에 안장되었다.